# Luis Vivas
Luis Alfonso Vivas Vejar (San Cristóbal, 23 de junio de 1954) es un ex-ciclista profesional venezolano.
Ganó la Vuelta a Venezuela, compitió en la Vuelta al Táchira y Juegos Centroamericanos y del Caribe, además de estar en otras competiciones nacionales.

## Palmarés
1974
- 3º en 5ª etapa Vuelta al Táchira, El Vigía  Venezuela
- 2º en Clasificación Esprints Vuelta al Táchira  Venezuela
- 3º en XII Juegos Centroamericanos y del Caribe, Ruta, Santo Domingo  República Dominicana
- 1º en 1ª etapa Vuelta a Venezuela, Maracaibo  Venezuela
- 1º en 2ª etapa Vuelta a Venezuela, Valera  Venezuela
- 2º en 8ª etapa Vuelta a Venezuela, Acarigua  Venezuela
- 1º en Clasificación General Final Vuelta a Venezuela  Venezuela

1976
- 3º en 3ª etapa Vuelta al Táchira, Barinas  Venezuela

1979
- 2º en 5ª etapa Vuelta al Táchira, Guanare  Venezuela
- 1º en Clasificación Esprints Vuelta al Táchira  Venezuela

## Equipos
- 1974  Club Martell
- 1974  Selección Nacional de Venezuela
- 1976  Club Martell